# Robby Bostain
Robby Bostain (Duluth (Georgia), 16 maart 1984) is een Amerikaans-Israëlisch voormalig basketballer.

## Carrière
Na vier jaar gespeeld te hebben in de NCAA voor Furman Paladins begon Bostain zijn profcarrière bij de Nederlandse club Landstede Basketbal uit Zwolle. Hij wist in zijn eerste seizoen gemiddeld 17,4 punten per wedstrijd te maken, en tekende voor nog een seizoen bij de club. In 2009 maakte Bostain de overstap naar de GasTerra Flames uit Groningen. Hij tekende een tweejarig contract bij de Groningse club. In het eerste seizoen met de Flames bereikte hij de finale van de play-offs en won daarin met 4-1 van WCAA Giants uit Bergen op Zoom. In het tweede seizoen in Groningen werd opnieuw de finale bereikt maar werd in de laatste wedstrijd na drie verlengingen verloren van ZZ Leiden.
Na een kort verblijf in zijn thuisland werd in januari 2012 bekend dat hij de rest van het seizoen zou gaan spelen bij Maccabi Ashdod BC uit Israël. Hij speelde daarna van 2013 tot 2015 opnieuw in Israël bij Ironi Nes Ziona.

## Erelijst
- Nederlands landskampioen: 2010
- Nederlands bekerwinnaar: 2011
- DBL All-Star: 2009, 2010, 2011